# Domatha
Domatha là một chi nhện trong họ Thomisidae.